# Vuelta a España 1975
Das Radrennen zur 30. Vuelta a España wurde in 22 Abschnitten und 3075,7 Kilometern vom 22. April bis zum 11. Mai 1975 ausgetragen. Der Gewinner war der Spanier Agustín Tamames, die Bergwertung gewann Andrés Oliva, die Punktewertung  gewann Miguel María Lasa. Die Meta Volantes-Wertung gewann Fernando Mendes und das Team KAS siegte in der Mannschaftswertung.

## Etappen
| Etappe | von                    | nach                   | km         | Gewinner          | Maillot amarillo  |
| ------ | ---------------------- | ---------------------- | ---------- | ----------------- | ----------------- |
| Prolog | Fuengirola             | Fuengirola             | 4,4 (EZF)  | Roger Swerts      | Roger Swerts      |
| 1      | Marbella               | Marbella               | 78         | Wilfried Wesemael | Roger Swerts      |
| 2      | Málaga                 | Granada                | 143        | Miguel María Lasa | Miguel María Lasa |
| 3      | Granada                | Granada                | 179        | Agustín Tamames   | Miguel María Lasa |
| 4      | Almería                | Águilas                | 178        | Marino Basso      | Miguel María Lasa |
| 5      | Águilas                | Murcia                 | 176        | Luc Leman         | Miguel María Lasa |
| 6      | Murcia                 | Benidorm               | 217        | Marino Basso      | Miguel María Lasa |
| 7      | Benidorm               | Benidorm               | 8,3 (EZF)  | Miguel María Lasa | Miguel María Lasa |
| 8      | Benidorm               | La Pobla de Farnals    | 217        | Marino Basso      | Miguel María Lasa |
| 9      | La Pobla de Farnals    | Vinaròs                | 157        | Marino Basso      | Miguel María Lasa |
| 10     | Vinaròs                | Cambrils               | 173        | Marino Basso      | Miguel María Lasa |
| 11A    | Cambrils               | Barcelona              | 151        | Antonio Menéndez  | Miguel María Lasa |
| 11B    | Barcelona              | Barcelona              | 30,3       | Marino Basso      | Miguel María Lasa |
| 12     | Palma                  | Palma                  | 181        | Agustín Tamames   | Miguel María Lasa |
| 13     | Barcelona              | Tremp                  | 189        | Domingo Perurena  | Domingo Perurena  |
| 14     | Tremp                  | Aramón Formigal        | 233        | Agustín Tamames   | Domingo Perurena  |
| 15     | Jaca                   | Irache                 | 160        | Agustín Tamames   | Domingo Perurena  |
| 16     | Irache                 | Santuario de Urkiola   | 150        | Agustín Tamames   | Domingo Perurena  |
| 17     | Durango                | Bilbao                 | 123        | Donald Allan      | Domingo Perurena  |
| 18     | Bilbao                 | Miranda de Ebro        | 186        | Hennie Kuiper     | Domingo Perurena  |
| 19A    | Miranda de Ebro        | Beasáin                | 110        | Julien Stevens    | Domingo Perurena  |
| 19B    | Donostia-San Sebastián | Donostia-San Sebastián | 31,7 (EZF) | Jesús Manzaneque  | Agustín Tamames   |

## Endstände
| Sieger                | Agustín Tamames     | 88:00:56 h  |
| Zweiter               | Domingo Perurena    | + 0:14 min  |
| Dritter               | Miguel María Lasa   | + 0:34 min  |
| Vierter               | Luis Ocaña Pernía   | + 1:34 min  |
| Fünfter               | Hennie Kuiper       | + 2:29 min  |
| Sechster              | Fernando Mendes     | + 5:50 min  |
| Siebter               | Giuseppe Perletto   | + 5:55 min  |
| Achter                | José Martins        | + 6:53 min  |
| Neunter               | Santiago Lazcano    | + 7:26 min  |
| Zehnter               | Jesús Manzaneque    | + 7:57 min  |
| Punktewertung         | Miguel María Lasa   | 249 P.      |
| Zweiter               | Agustín Tamames     | 188 P.      |
| Dritter               | Domingo Perurena    | 160 P.      |
| Bergwertung           | Andrés Oliva        | 117 P.      |
| Zweiter               | Pedro Torres Cruces | 112 P.      |
| Dritter               | Luis Ocaña Pernía   | 60 P.       |
| Meta Volantes-Wertung | Fernando Mendes     | 32 P.       |
| Teamwertung           | KAS                 | 261:46:39 h |